# التعكر (يريم)

تعديل مصدري - تعديل

التعكر محلة تابعة لقرية الرعادي، التابعة لعزلة خودان بمديرية يريم إحدى مديريات محافظة إب في الجمهورية اليمنية.، بلغ تعداد سكانها 40 حسب تعداد اليمن لعام 2004.